# Herisau
Herisau je obec ve švýcarském kantonu Appenzell Ausserrhoden. Je sídlem kantonálního parlamentu, kantonální vlády a kantonální policie Appenzellu Ausserrhoden a spolu s Trogenem (sídlo soudnictví) je považována za faktické hlavní město kantonu (de iure kanton žádné hlavní město nemá a Herisau ani nemá status města). Leží v nadmořské výšce 771 metrů a žije přibližně 16 tisíc obyvatel.
Herisau bylo vyhlášeno alpským městem roku 2003.

## Geografie
Herisau leží jihozápadně od St. Gallenu na řece Glatt, na úseku Svatojakubské cesty z Rorschachu do Einsiedelnu. Sousedními obcemi Herisau jsou St. Gallen, Stein, Hundwil, Waldstatt, Schwellbrunn, Degersheim, Flawil a Gossau.
K Herisau patří hlavní části Herisau a Schachen a menší místní části Schwänberg, Ramsen, Ädelswil, Schloss, Wilen, Nieschberg, Rechberg a Saum.
Obec se rozkládá na ploše 2521 hektarů. Ta se skládá ze 453 hektarů osídlené plochy, 1358 hektarů zemědělské plochy, 688 hektarů obdělávané plochy a 22 hektarů neproduktivní plochy. Herisau leží v nadmořské výšce 771 m n. m., přičemž nejvyšší bod leží v 995 m n. m. a nejnižší v 588 m n. m.. Celá jedna třetina populace z celého polokantonu žije přímo v Herisau.

## Historie

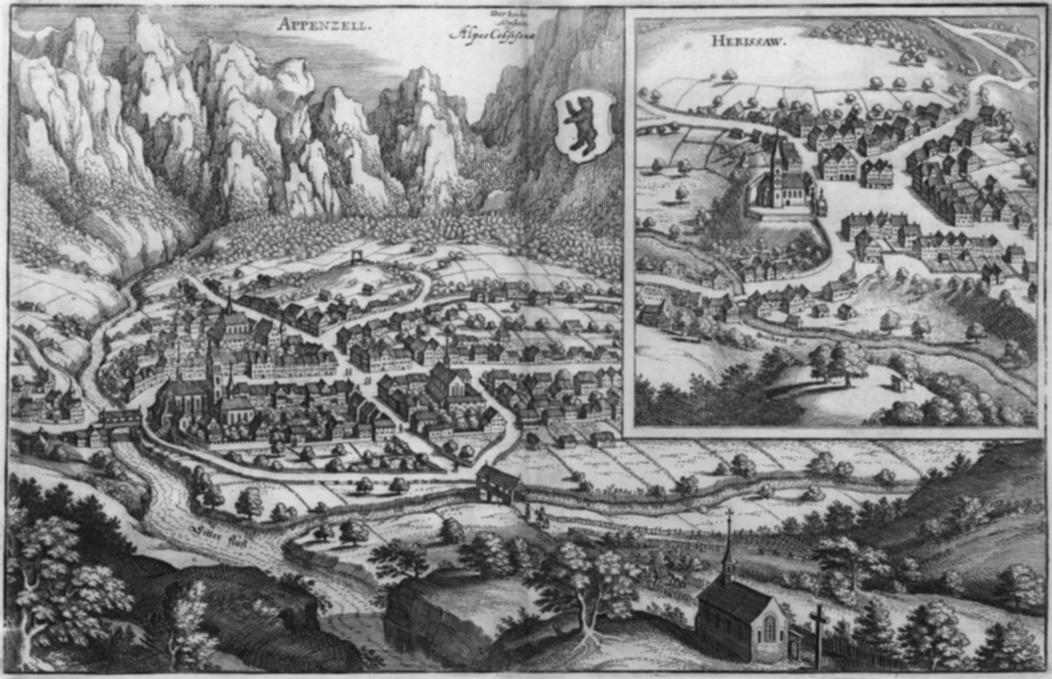
Herisau, vyobrazení z roku 1654

Nejstaršími doklady lidské činnosti v obci jsou tři nálezy z období mezolitu. Definitivní osídlení započalo kolem 8. století n. l. Alamany. Nejstarší názvy polí se téměř všechny nacházejí západně od Glattu. Zde se také nachází Schwänberg, což bylo první místo v Appenzellu, které bylo zmíněno v listině při převodu pozemků na klášter St. Gallen. Listina pochází pravděpodobně z roku 821 a zmiňuje Schwänberg s latinským názvem suweinperac. Až do konce 14. století se objevují záznamy o svobodných majitelích se samostatnými občanskými právy na západ od Glattu. Naproti tomu oblast východně od Glattu s kostelem a pozdější osadou Herisau patřila na počátku 9. století pravděpodobně celá k panství kláštera St. Gallen. První zmínka o Herisau pochází z roku 837 a nese název Herinisauva. První zmínka o klášterním kostele pochází z roku 907.
Mezi 11. a 13. stoletím byly v okolí Herisau postaveny tři hrady: Urstein, Rosenberg a Rosenburg. Staviteli byli páni z Rorschachu. Z těchto tří opevnění se do dnešní doby dochovaly pouze ruiny (některé dobře zachovalé). Bývalá frekventovaná a rezidenční pevnost Rosenburg nad čtvrtí Ramsen se dnes nazývá Ruine Ramsenburg (Rosenburg). Její pozůstatky, které stojí za vidění, byly naposledy restaurovány v roce 1937. 
Právo investitury v kostele v Herisau přešlo ve 12. století z opata v St. Gallenu na biskupa v Kostnici. V roce 1208 je pro Herisau poprvé doložen kněz poručík a v roce 1282 tzv. Kelnhof. Spolu s Appenzellem byla tato farnost nejlukrativnější v oblasti Appenzell. V letech 1225–1415 se patrocinium změnilo ze svatého Salvátora na Laurentia.
Ve 13. a 14. století tvořilo Herisau samostatnou správní jednotku v rámci opatské správy kláštera St. Gallen. Její oblast zahrnovalo celá oblast Appenzellu západně od Urnäsch od dnešní kantonální hranice na severu až po Schwägalp. Přibližně od roku 1277 byli majiteli páni z Rorschachu. Díky dodatečnému získání berní daně z panství Herisau a úřadu církevního pána se jim na počátku 14. století podařilo vytvořit místní rodovou moc.

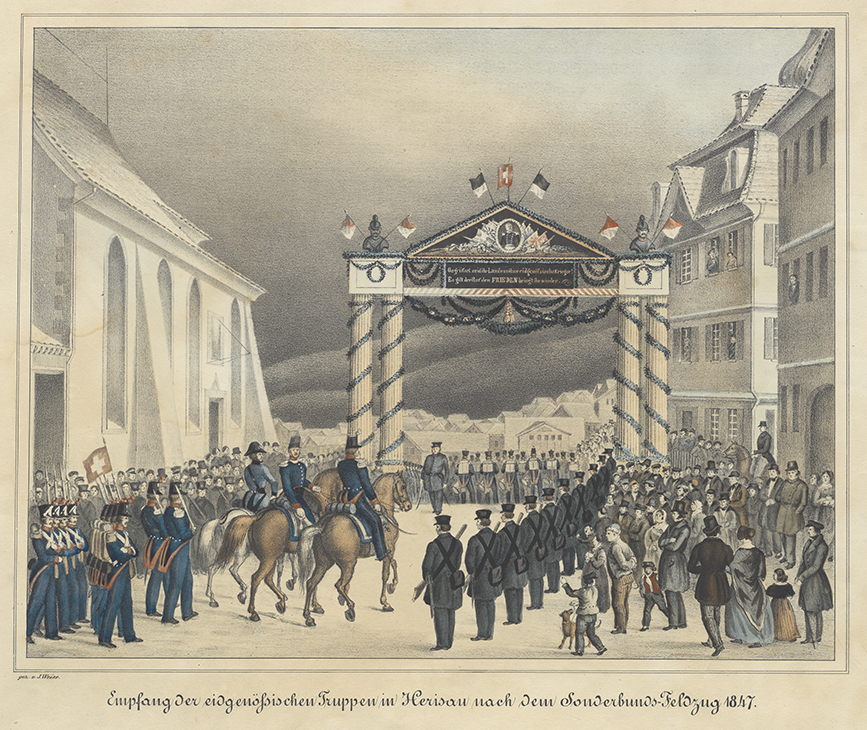
Příjetí švýcarských konfederačních vojsk v Herisau (1847)

Na jedné straně tato koncentrace moci u vrchnosti pravděpodobně dala rozhodující podnět ke vzniku farnosti. Název Kirchhöri nebo farnost Herisau se objevuje kolem roku 1400. Na druhou stranu to pravděpodobně také podpořilo odpor proti klášteru v St. Gallenu, který vyvrcholil appenzellskými válkami. V roce 1401 se Herisau poprvé objevilo jako samostatné město s vlastní pečetí (Sigillum Universitatis Terre de Herisow). Spojilo se s dalšími obcemi Staré konfederace proti opatství St. Gallen. V následné válce byla v roce 1403 zpustošena většina území Herisau, včetně hradů Rosenberg a Rosenburg. Potvrzením appenzellského zemského práva v roce 1421 a jurisdikce v roce 1433 ve spolkových rozhodčích nálezech se Herisau definitivně stalo součástí Appenzellu a politicky se oddělilo od opatství St. Gallen.

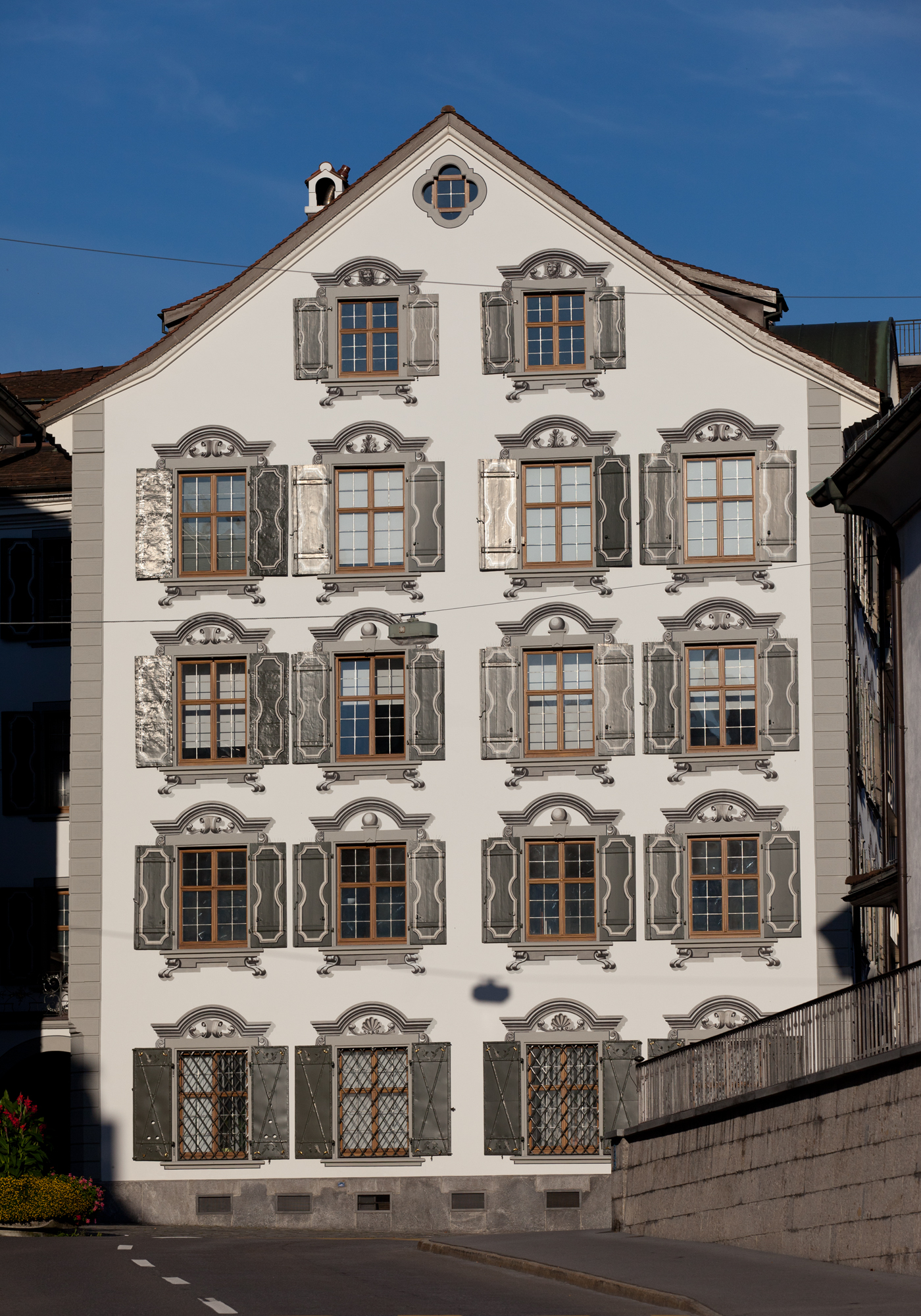
Wetterhaus v Herisau

Herisau bylo rozlohou třetím největším městem nové spolkové země Appenzell a mělo zdaleka nejvíce obyvatel. Severní hranice s knížecím opatstvím St. Gallen byla stanovena v roce 1459. V 16. století bylo území Herisau rozděleno na čtyři tzv. Scharen (správní jednotky). Ty plnily úkoly v oblasti vojenských a policejních záležitostí, hasičského sboru a sociální péče. Kostel byl nahrazen velkolepou novostavbou z let 1516 až 1520, která si zachovala věž ze 14. století. Stavitelem byl Lorenz Reder ze Speyeru. Ve vesnici Wilen stála také jednoduchá kaple. Centrum kolem kostela se vyvinulo v tržní městečko a v 16. století již čítalo více než 40 domů. V roce 1518 je poprvé doložen jarmark na svátek patrona kostela Laurentia. V letech 1533 až 1537 byl postaven obchodní dům a od roku 1537 jsou doloženy týdenní trhy.
V Herisau se reformace prosadila později než v ostatních částech Ausserrhodenu. Johannes Dörig byl v letech 1516–1522 luteránským pastorem v Herisau. Jeho nástupce Josef Forrer, jmenovaný kostnickým biskupem, však zabránil zavedení nového učení až do roku 1529. V letech 1525 až 1529 se údajně nacházelo středisko anabaptistů na statku ve vnější části Sturzeneggu. Západní hranice s hrabstvím Toggenburg byla stanovena v roce 1539. Po roce 1531 a koncem 80. let 15. století, kdy se náboženské konflikty s katolíky opět vyostřily, zaujal Herisau zprostředkovatelskou pozici. V reakci na protireformační snahy v hlavním městě Appenzell se odtud po roce 1588 přestěhovali přední reformovaní politici do Herisau. V letech 1603–1605 byly v Herisau odstraněny poslední oltáře a náhrobní kříže. Katolíci museli Herisau opustit. V roce 1622 byli vypovězeni také Židé.

Herisau, letecký pohled (1957)

V průběhu reformace bylo správní zařazení Herisau měněno a v rámci dělení země se stalo součástí nově vytvořeného polokantonu Appenzell Ausserrhoden. Ve sporu o hlavní město nového státu Appenzell Ausserrhoden bylo Herisau v roce 1597 poraženo Trogenem. Od té doby mezi oběma městy panovalo politické a hospodářské soupeření. V roce 1647 byla tato situace zažehnána vytvořením dvojího regimentu pro zemskou vládu a malé rady v Herisau a Trogenu. V roce 1601 si Herisau postavilo vlastní radnici. Zde se kromě městských úřadů střídavě scházel dvojí zemský sněm, velký sněm a sňatkový soud s Trogenem, stejně jako malý sněm za Sitterem střídavě s Hundwilem a Urnäschem. Během helvétského období bylo Herisau hlavním městem stejnojmenného okresu. Jihozápadní oblasti kolem Schwellbrunnu a Waldstattu se v roce 1648 a 1720 oddělily od Herisau a staly se samostatnými obcemi. Nejvyšším orgánem pro záležitosti celého Kirchhöri bylo shromáždění Kirchhöri, které bylo tvořeno mužskými občany obce a později se stalo obecním zastupitelstvem. Na začátku května zvolila vedení obce, radní a jednotlivé úředníky. Od roku 1723 volila své zástupce do Dvojí zemské rady. Přibližně od roku 1738 do roku 1850 musela polovina radních pocházet z vesnice a polovina z okrajových čtvrtí. Úřad kantonálního prezidenta (ammanna) byl také obsazen dvojitě. Až do roku 1830 ovládalo politiku a hospodářství Herisau několik rodin. Tyto rodiny byly spřízněny sňatkem a v některých případech spolu dokonce soupeřily. V letech 1798–1803, za doby Helvétské republiky, bylo Herisau sídlem kantonu Säntis.
Od roku 1877 je Herisau pravidelným místem zasedání vlády a parlamentu a také sídlem nejdůležitějších kantonálních správních úřadů, a tedy de facto hlavním městem Appenzell Ausserrhoden. Vláda, parlament a hlavní správní orgány sídlily v budově magistrátu až do roku 1914. V letech 1902 až 1914 sídlila v nové budově pošty vládní rada a kantonální kancléřství. Od roku 1914 sídlily v budově kantonální banky a vlády na náměstí Obstmarkt. Herisau je od roku 1866 také bankovním centrem. Od roku 1870 zde fungovala krajská nemocnice a v letech 1906–1908 byla postavena kantonální psychiatrická klinika. Kantonální centrum odborného vzdělávání bylo otevřeno v roce 1975. Od roku 1919 je v Herisau spolková zbrojnice a od výstavby kasáren v roce 1865 se v Herisau nachází spolkové pěchotní zbrojní pole.
V roce 1859 došlo k rozdělení pravomocí vytvořením městského soudu. Ten byl zrušen v roce 1972. V roce 1877 bylo Kirchhöri zrušeno a přeměněno na evangelickou reformovanou farnost a politickou obec. V roce 1910 bylo komunální shromáždění nahrazeno volbami a hlasováním do volebních uren. V roce 1975 došlo k profesionalizaci městského zastupitelstva, které se zmenšilo z 21 na 7 členů, a byl vytvořen 31členný parlament (rada obyvatel), který se volil poměrným zastoupením. V roce 1834 získal kanton soukromou správu. Až do roku 1875 přenechával hasičský sbor, policii a bezpečnostní služby obci. Výměnou za to převzal pouliční osvětlení v centru a postupně rozšířil odpovědnost za zásobování vodou na celou obecní oblast. V 70. letech 20. století byly školky, dopravní služby a pouliční osvětlení, které byly dříve v soukromém vlastnictví, převedeny na obce. Naproti tomu policie byla převedena pod kantonální správu až v roce 1972 a regionální nemocnice až v roce 1993. Od roku 1971 se o likvidaci odpadu stará nadregionální sdružení (technické služby města St. Gallen). V roce 2001 byly domovy důchodců a pečovatelské domy převedeny pod novou nadaci Altersbetreuung Herisau.

## Demografie
Herisau mělo v roce 2008 15 527 obyvatel. 17,9 % obyvatelstva byli lidé cizí národnosti. Růst populace za posledních 10 let dosáhl záporné hodnoty -5,2 %. Většina populace (v roce 2000) mluvila německy (87,0 %), druhým nejčastějším jazykem byla srbochorvatština (3,8 %) a třetím italština (3,4 %) V roce 2000 bylo procentuální zastoupení jednotlivých pohlaví následující: muži 49,6 % a ženy 50,4 %.
Ve volbách roku 2007 vyhrála strana FDP, která obdržela 76,7 % hlasů.
V Herisau cca 66,2 % obyvatelstva (v letech 25–64) dokončilo buďto vyšší odbornou školu, nebo mělo vyšší vzdělání (univerzita nebo Fachhochschule).
V roce 2000 tvořilo populaci 1 194 (7,5 %) dětí v rozmezí 0-6 let. 1 175 (11,2 %) dětí v rozmezí 6-15 let a 835 (5,3 %) dětí v rozmezí 16-19 let.
Dospělou populaci tvořilo 945 (6,0 %) lidí v rozmezí 20-24 let. 4 760 (30,0 %) lidí v rozmezí 25-44 a 3 831 (24,1 %) lidí v rozmezí 45-64.
Důchodců v letech 65-79 bylo 1 702 (10,7 %). Nad 80 let jich bylo 840 (5,3 %)

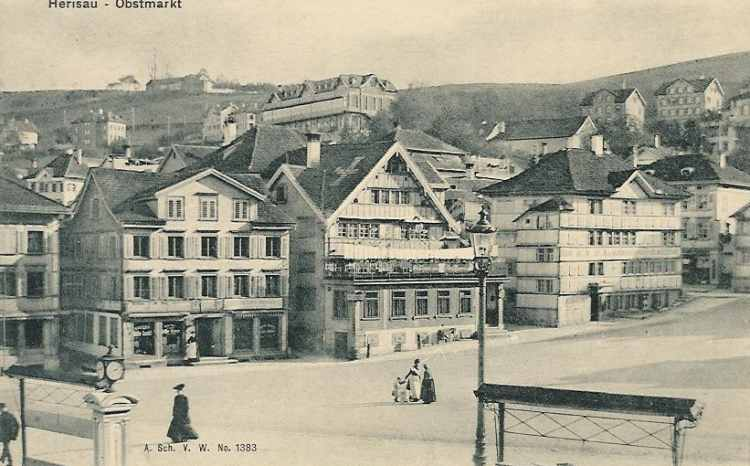
Herisau okolo 1900

Historické znázornění vývoje:
| rok  | populace | Občané Švýcarska | % německy hovořící | % Protestanti | % Katolíci |
| ---- | -------- | ---------------- | ------------------ | ------------- | ---------- |
| 1667 | 3 021    |                  |                    |               |            |
| 1734 | 4 816    |                  |                    |               |            |
| 1780 | 5 933    |                  |                    |               |            |
| 1813 | 6 863    |                  |                    |               |            |
| 1830 | 7 014    |                  |                    |               |            |
| 1850 | 8 387    | 8 189            |                    | 97,1 %        | 2,9 %      |
| 1870 | 9 705    | 9 481            |                    | 92,9 %        | 6,2 %      |
| 1888 | 12 937   | 12 082           | 98,9 %             | 87,7 %        | 12,0 %     |
| 1900 | 13 497   | 12 426           | 98,1 %             | 84,9 %        | 14,7 %     |
| 1910 | 15 336   | 13 550           | 95,0 %             | 81,4 %        | 18,0 %     |
| 1930 | 13 599   | 12 784           | 98,4 %             | 82,8 %        | 16,6 %     |
| 1950 | 13 407   | 12 819           | 97,6 %             | 80,6 %        | 18,6 %     |
| 1970 | 14 597   | 12 128           | 86,0 %             | 66,3 %        | 31,3 %     |
| 1990 | 15 624   | 12 731           | 84,6 %             | 55,3 %        | 34,1 %     |
| 2000 | 15 882   | 12 535           | 87,0 %             | 48,3 %        | 32,1 %     |

## Počasí
V Herisau proprší průměrně 154 dnů v roce a průměrně spadne 1 413 mm srážek. Nejvlhčí měsíc bývá červenec, během kterého na Herisau spadne v průměru 167 mm srážek. Během nejvlhčího měsíce proprší v průměru 13,9 dne. Měsíc s nejvyšším počtem deštivých dnů je květen s průměrem 15,3 dne, ale pouze se 142 mm srážek.
Naopak za nejsušší měsíc je označován únor s průměrem 82 mm srážek za 13,9 dnů.

## Ekonomika
Herisau se nachází v samém středu východního Švýcarska. Již v roce 1537 byla obec důležitým centrem obchodu.
Herisau mělo v roce 2005 nezaměstnanost pouze 2,01 %. Ve stejném roce bylo zaměstnáno 340 lidí v primárním ekonomickém sektoru, působilo v něm 115 firem. V sekundárním sektoru bylo zaměstnáno 2 959 lidí a působilo v něm 189 firem. 4 505 lidí bylo zaměstnáno v sektoru terciárním (651 firem).

## Pamětihodnosti
V Herisau se nachází několik významných míst zapsaných jako národní dědictví. Mezi ně patří osada v centru a domy okolo náměstí, protestantský kostel z roku 1580, dům Wetter a dům Zur Rose (oba z roku 1737), osada Schwänberg a vládní budova zahrnující státní archiv kantonu Appenzell Ausserrhoden.

## Osobnosti
- Robert Walser (1878–1956), spisovatel
- Johannes Baumann byl v letech 1934 až 1940 členem Švýcarské federální rady
- Hans-Rudolf Merz byl v letech 2003 až 2010 členem Švýcarské federální rady
- Paul Giger (* 1952), violinista a skladatel
- Daniel Stricker (* 1975), známý hokejový rozhodčí
- Jonas Hiller (* 1982), hokejový brankář
- Hermann Rorschach (1884–1922), psycholog